# 免許がない!
『免許がない!』（めんきょがない）は、1994年2月11日公開の日本映画。製作・光和インターナショナル、日本テレビ放送網。配給・東宝。

## 概要
自動車運転免許を持っていない映画スターがふとしたきっかけで免許取得するまでの道のりを描く、自動車教習所を舞台にしたコメディ。この作品を撮影するにあたり、主演の舘ひろしは実際は運転免許を所持しているにもかかわらず、教習所に入りたての頃の運転ぶりを再現することに苦労したといい、プライベートでの運転まで下手になってしまったと後に語っている。片岡鶴太郎は実際には免許証を所持していないが教習所指導員を演じた。
撮影に使用された教習所は、栃木県宇都宮市にある、移転オープン前の「東武宇都宮自動車教習所（現・トーブモータースクール）」でおこなわれ、路上検定を撮影した場所は神奈川県横浜市青葉区すみよし台・秦野市本町・秦野市栄町・秦野市寿町付近である。最後に筆記試験を行った講堂の撮影場所は埼玉県飯能市の駿河台大学であり、本作と『愛という名のもとに』を機に、駿河台大学のキャンパスが映画やドラマのロケ地として使われていくことが多くなった。また架空の映画会社である新日本映画社の撮影所は、東宝撮影所で撮影されている。

## ストーリー
南条弘は不惑の人気絶頂アクションスター。二枚目で演技も上手く役者として完璧なのだが、ただ一つコンプレックスがあった。それは運転免許を持っていないこと。テレビドラマや映画では高級車をカッコよく乗り回しているシーンがあるのだが、実際はスタッフが運転するレッカー車により南条が乗る車が牽引されて、彼は運転するフリをしているだけであった。
ある日、映画のロケ地にて共演の美人女優・夕顔ルリ子から「トイレに連れてってほしい」と頼まれる。トイレは車でないと行くことができない距離らしい。無免許である事を悟られたくない南条は、ルリ子を撮影で使っている車の助手席に乗せ、動かし方もろくに知らないまま運転席に乗り込むのだが、案の定エンストを起こして周囲のスタッフを慌てさせ、その上無免許である事がルリ子にバレ、バカにされてしまう。南条はマネージャーの大政一美を呼び出しこう叫んだ。「死ぬほど免許が取りてぇんだ…頼む!取らせてくれ!!」南条の必死の願いに、大政は映画会社の岡山社長に掛け合い、映画の公開に間に合わせるために3週間という期限を条件に撮影を中断して、合宿免許取得コースに入ることを渋々許可してもらうことになった。
いよいよ教習所入所となった南条。その合宿免許コースは、宿泊するところはオンボロの下宿で、そこから教習所への送迎バスに乗って通うというもの。自らの身分を隠し、本名である「南すすむ」を名乗って教習生となった南条は、同じ教習生の若者たちからは一人浮いた存在となって、その若者の一人からはぞんざいに扱われてしまう。南条は初めての技能教習で、前車の追い越しをやってのけ、教官の室田にこっぴどく叱責を受ける。さらにはセクシーな女性教官・宇貝京子の脚線美とその外見に似合わない厳しい教習に翻弄され、またある時は荒くれ教官・暴田豪のいびりに遭い、カースタントばりの暴走を引き起こしてしまう。
3週間という短い期限から焦った南条は、技能もろくに身についていないにもかかわらず教官に便宜を迫ったりと余りの無茶苦茶ぶりに教官たちからは呆れられ、下宿に帰っても若者たちからぞんざいに扱われることに我慢ならなくなり、ついに自らの身分を明かす。それからというものの教習所は大騒ぎとなり、他の教習生からキャーキャー言われるようになる始末。それを利用して、南条を手っ取り早く卒業させたいと考える大政は、教習所の所長・永池進に賄賂を贈ろうとするも失敗する。他にも南条の関係者が送り込んだのか定かではないが、ボディコンの女性3人組を教習生として入学させ、教官にセクハラを行わせて所長の永池を脅し、南条を卒業させようともしたが、あまりにも露骨すぎたためこれも失敗した。
教習所での教習以外に、映画の撮影スタッフの力を借りて夜遅くまで運転の練習をしていた南条。運転技術もメキメキと上達し、ついに修了検定の日を迎えた。これまで習ったことを発揮すれば良かったのだが、検定員の堅物教官・照屋権三の常にボールペンをノックする癖が気になってしまい運転に集中できず、方向転換ではポールにぶつけ、坂道発進で後退、踏切でエンストなど、いつもなら有り得ないミスを連発させた為、結局検定は不合格となってしまった。「もう教習所なんか辞めてやる!!」と自棄になった南条。だが「お前の運転練習を全力で支えて、なおかつお前一人のために撮影を待たされている俺らの身にもなってみろ!」と撮影スタッフから殴りつけられ、南条はそれまでのわがままな自分を省み、教習に戻ることを決意する。南条の努力と撮影スタッフのサポートもあって、2度目の修了検定は無事通過して仮運転免許を取得。その後の路上教習では様々な危ない目に遭いながらも運転経験を積み重ねていった南条。雨の日も風の日も、教習所の教習が終わってからも撮影スタッフと共に夜遅くまで毎日練習を続けていった。
いよいよ卒業検定の日。撮影スタッフの「演出」で、検定コースにあたる商店街に普段の雑踏はなく、南条のコンプレックスであった自動車の広告看板は挿げ替えられ、微妙なタイミングに悩まされた信号機は不自然に青に変わった。検定員の照屋は、スタッフの協力に感謝してこれからも頑張るように、と激励しつつ合格の判を押す。筆記試験を終えていよいよ合格発表。電光掲示板に南条の受験番号が表示され、南条はガッツポーズで喜びに打ち震えたのだった。

## キャスト
- 南条弘 / 南すすむ - 舘ひろし

俳優。映画界の大スター。アクション俳優として活躍しているが、実は運転免許を持っていない。
- 夕顔ルリ子 - 五十嵐淳子

女優。南条と共演し、トイレにいくために南条に車の運転を無免許と知らずに頼んだが、危うく事故を起こしかける。この一件が南条が免許を欲しがる発端になった。
自動車教習所職員
- 宇貝京子 - 墨田ユキ

教育所指導員。色っぽい印象の美人。セクシーな言動で教習生を翻弄する。但し、教習では厳しい指導をしている。南条と暴田が衝突したときは、妄想しながら仲裁に入る。
- 室田 - 石井愃一

教習所指導員。初日のAT教習のみの指導、ダジャレ大好き。それ以外はもっぱら、学科を担当している。
- 暴田豪 - 片岡鶴太郎

教育所指導員。横暴で教え方が荒いが、義理堅い一面もある。別れた妻がおり、南条の運転指導中に再会。南条から「俺はチャンスを生かせない奴は大嫌いなんだ」と助言され、久しぶりに元妻と話す。その後、元妻との会話をさせてくれた南条に感謝の気持ちを表すためにハンコを押す（形での単位通過を認めた）が、気持ちを顔に出さず、「俺は借りを作るのが嫌いだ。」と述べた。教習初期のころは南条とよく衝突しており、南条の口臭に気付くと「ちゃんと合宿の夕食を食べろ。」と文句を言った。
- 照屋権三 - 西岡徳馬

教育所指導員。堅物で生真面目。無断で教習所を使用しての映画スタッフによる南条に対するフォローに対して「彼（南条）を甘やかしすぎではないか。」と苦々しく思う。彼は南条の技能試験3回（仮免では1回失敗したので2回）の試験官を務めていたが、本免では再び映画スタッフの度が過ぎた交通整理に気付くも、スムーズにこなす南条を認めざるを得ず、合格させた。その際、「あなたはこれまで支えてくれた方々の事を忘れない様に。」とくぎを刺した。また、試験中にボールペンをノックする癖が有る。
- 永池進（自動車教習所所長） - 秋野太作

映画製作スタッフ
- 野田 (カメラマン)　- 鶴田忍
南条が制作中の映画を中止して免許を取りたいことを知り、「わがままだな。」と文句をいいつつも、協力する。また、南条が仮免試験で照屋に落とされて「やめたい」と泣き言をいったときは「免許をとりたいといったのはお前だ。これ以上、俺たちを振り回すな。」と憤慨した。
- 服部 - 角田 英介
南条のマネージャー。
- 伊藤洋三郎
- 久松信美
- 草薙良一
- 山本昌平
- 翁華栄
- 深江卓次
- 六浦誠

- 岡山松男（新日本映画社長） - 中条静夫

「免許を取りたい」という 南条の願いを聞き入れ、「3週間のうちに免許を取得する」という条件で、教習所に通う事を渋々許可する。
- 大政一美（マネージャー） - 江守徹
「免許を取りたい」という 南条の願いを聞き、「弱ったな。」と思いつつも、「このままでは、メンタル問題もあって、南条の映画が撮影できない。」と考え直し、岡山に「南条に免許を取らせてくれ。」と懇願する。

その他
- 室越（銀行貸付担当） - 春風亭昇太
新日本映画と取引をしている銀行の行員。新たな融資を岡山から頼まれようとしたが、タイミング悪く大政が「南条に免許を取らせてくれ。」と懇願、渋る岡山を見て「融資はあなた方の交渉が成立してから。」といって帰社したため、ある意味南条が免許を取りに教習所へ入学するのを後押ししてくれた人といえる。その後、岡山から「大政との問題は解決したので、お願い。」と云われ、融資をすることになった。
- 教習生 - 鼓太郎
- 教習生 - 津久井啓太
- 橘雪子
- 小川美那子
- 飯田浩幾
- 森聖二
- 浦野眞彦
- 久我しげき
- 四天王寺紅
- 高登美帆子
- 熊谷美香
- 2代目メロン組 - ボディコン3人娘
- 高野敦子
- 稲生まり子
- 進藤七枝
- 電波子

## スタッフ
- 製作 - 鈴木光、和田仁宏、武井英彦
- プロデューサー - 青木勝彦、三沢知子、山崎喜一郎
- 監督 - 明石知幸
- 脚本 - 森田芳光
- 撮影 - 仙元誠三
- 照明 - 渡辺三雄
- 美術 - 今村力
- 録音 - 細井正次
- 整音 - 小野寺修
- 編集 - 川島章正
- 助監督 - 鳥井邦男（セントラル・アーツ）
- 音楽 - 大谷幸
- 音楽プロデューサー - 長崎行男
- 主題歌 - 舘ひろし「夜を駆ける想い 〜THE ONLY ONE〜」
- 録音スタジオ - にっかつスタジオセンター
- 効果 - 渡部健一、小島彩 （東洋音響カモメ）
- 技斗 - 森聖二
- カースタント - TA･KA
- スクリプター - 森永恭子
- キャスティング - 飯塚滋
- スチール - 安保隆
- 製作担当 - 坂本忠久
- 製作主任 - 氏家英樹
- 企画協力 - ニューズ・コーポレイション
- 製作協力 - セントラル・アーツ
- 製作 - 光和インターナショナル、日本テレビ放送網